# Baldo Podić
Baldo Podić (Dubrovnik, 4. rujna 1942. – Lugano, 20. travnja 2020.), bio je hrvatski dirigent. Živio je i radio u Švicarskoj.

## Životopis
Rodio se u Dubrovniku 1942. godine. Studirao je na Muzičkoj akademiji u Zagrebu dirigiranje i povijest glazbe, te završio 1965. godine. U Zagrebu je započela Podićeva karijera, debitirao je u Zagrebačkoj filharmoniji i HNK-u. Nastavio je glazbeno djelovati kao glazbeni ravnatelj Opernoga studija Pariške opere. U Baselu je stalni dirigent Opere do umirovljenja 2007. godine. Gost brojnih festivala, uključujući Dubrovačke ljetne igre. Kao gostujući dirigent nastupao je i u Sieni, Spoletu, Trstu, Bonnu, Düsseldorfu, Hamburgu, Münchenu, Montpellieru, Nantesu, Zagrebu te Chicagu. Dirigirao je i švicarskom premijerom Donizzetijeve Parisine.
Umro je 20. travnja 2020. u Luganu u Švicarskoj, zbog komplikacija od koronavirusa. Zbog teške bolesti od koje se liječio, zaraza koronavirusom za njega je bila kobna.